# Josiah Child

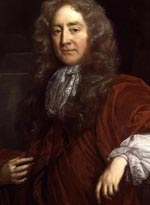
Sir Josiah Child, 1. Baronet

Sir Josiah Child, 1. Baronet (* 1630 in London; † 22. Juni 1699) war ein englischer Kaufmann, Ökonom und Merkantilist.

## Leben
Durch klug berechnete Einkäufe von Stammaktien der Britischen Ostindien-Kompanie gelangte er in kurzer Zeit zu Reichtum, wurde Mitglied des Komitees der Ostindischen Kompanie und brachte die wichtigsten Stellen der Gesellschaft in London sowie in den indischen Betrieben in den Besitz seiner Verwandten und Günstlinge.
Er ließ sich mehrfach ins House of Commons wählen und war 1658 bis 1659 Abgeordneter für das Borough Petersfield, 1673 bis 1679 für Dartmouth und 1685 bis 1689 für Ludlow. Anfangs zur Whig-Partei gehörend, trat Child später, nachdem ihm am 16. Juli 1678 der erbliche Adelstitel Baronet, of Wanstead in the County of Essex, verliehen worden war, als Gouverneur der Ostindien-Kompanie zu den Tories über. Child wusste sich durch kluge Freigiebigkeit in der Gunst des englischen Königshauses zu behaupten und alle, die Einfluss hatten, für sich zu gewinnen. Selbst Karl II. und Jakob II. nahmen von ihm Geschenke an.
Erst nach der Vertreibung von Jakob II. im Rahmen der Glorious Revolution und der Thronbesteigung Wilhelms III. musste Child, gegen den sich nunmehr eine heftige Agitation erhob, einem anderen Gouverneur Platz machen.
Er war dreimal verheiratet und hinterließ zwei Töchter und zwei Söhne. Sein älterer Sohn Josiah erbte seinen Baronettitel. Sein jüngerer Sohn, Richard, beerbte 1704 seinen kinderlosen Bruder und wurde 1731 zum Earl Tylney erhoben.

## Werke
- Brief observations concerning trade and the interest of money (1668)
- Observations upon the United Provinces of Netherlands (1672)
- A new discourse of trade (1690)